# Skulduggery Pleasant

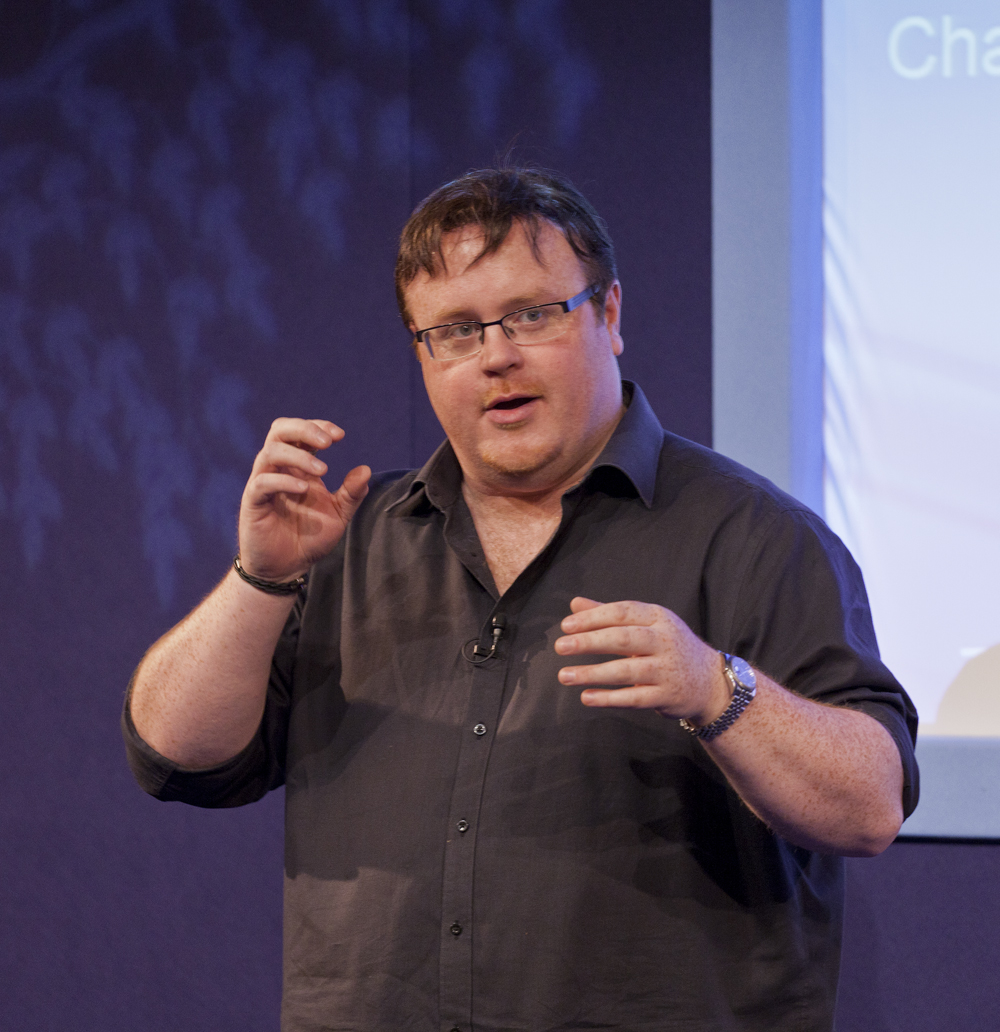
Derek Landy, 15 augusti 2011

Skulduggery Pleasant är en serie fantasyböcker skrivna av den irländska författaren Derek Landy.
Böckerna handlar om skelettdetektiven Skulduggery Pleasant och tonårstjejen Stephanie Edgley (Valkyrie Cain) som tillsammans försöker stoppa ondskan från att förinta världen. Serien består av 11 böcker, men utöver det finns det en novellsamling, Armageddon Outta Here, och en kortare roman, The Maleficent Seven, som är knutna till serien. Böckerna är skrivna på engelska och fem böcker har blivit översatta till svenska. Den första boken i serien, Skulduggery Pleasant, gavs ut 2007. Ett flertal av böckerna har vunnit priser.

## Böcker
1. Skulduggery Pleasant (Scepter of the Ancients)
2. En lek med elden (Playing With Fire)
3. De ansiktslösa (The Faceless Ones)
4. Bistra tider (Dark Days)
5. Dödens grepp (Mortal Coil)
6. DeathBringer (Ej översatt)
7. Kingdom Of The Wicked (Ej översatt)
8. Last Stand of Dead Men (Ej Översatt)
9. The Dying of the Light (Ej översatt)
10. Resurrection (Ej översatt)
11. Midnight (Ej översatt)
12. Bedlam (Ej översatt)
13. Seasons of war (ej översatt)
14. Dead or Alive (ej översatt)
15. Until the End (ej översatt)

- Armageddon Outta Here, novellsamling som innehåller 13 st kortare historier knutna till böckerna. (Ej översatt)
- Maleficent Seven, novell som utspelar sig efter bok 7 och följer Tanith Low och Dexter Vex i jakten på fem vapen. (Ej översatt)